# Tjuollurivier
Tjuollurivier (Zweeds – Fins: Tjuollujoki of Tjuollujåkka; Samisch: Cuollujohka) is een beek, die stroomt in de Zweedse  gemeente Kiruna. De rivier ontwatert de Tjuollumeren (Cuollujávrit) en stroomt naar het noorden. Zij vormt samen met de Kanisjåkka de Suvirivier.
Afwatering: Tjuollurivier → Suvirivier →  Könkämärivier →  Muonio → Torne → Botnische Golf